# Dichocrocis pardalis
Dichocrocis pardalis là một loài bướm đêm trong họ Crambidae.